# 閔奎鎬
閔奎鎬（1836年8月20日—1878年10月15日），字景園，号黃史，赐号芝堂，朝鮮王朝末期外戚權臣。他是明成皇后的堂哥。
1859年（哲宗10年）應試得增廣文科丙科及第。高宗即位後興宣大院君實施鎖國政策，引起閔妃派不滿，閔妃把興宣君趕下台後將倡導開國論的閔奎鎬升為右議政。死後高宗賜諡曰忠獻公。

## 家族
- 祖父：閔相燮（1761－1821）
  - 父：閔致五（1805－1837）
  - 母：貞敬夫人金海金氏（1802－1876），金元植之女
    - 兄：閔台鎬（1834－1884），伯父閔致三嗣子
    - 嫂：坡城府夫人尹氏（1833－1865）、鎮陽府夫人宋氏（1849－1882）、宜昌府夫人南氏（1859－1942）
    - 夫人：貞敬夫人恩津朱氏（1834－1904），蔭參判朱正熙女[1]
      - 嗣子：閔泳韶（朝鲜语：민영소）（1857－1917），族兄閔吉鎬次子；日韓合併後被封為子爵

## 相關作品飾演人
- - 2001年KBS電視劇《明成皇后》